# Dedza
Dedza ist eine Stadt in Malawi mit 30.928 Einwohnern (Volkszählung 2018) auf einem 1600 Meter hochgelegenen Plateau zwischen den Dedza-Bergen an der asphaltierten Hauptstraße M1 Blantyre–Lilongwe. Sie ist Hauptstadt des gleichnamigen Distrikts mit 3624 km² und 486.682 Einwohnern (Stand 2003).
Die Stadt hat ein Flugfeld, ist an das nationale Busnetz sowie an das Strom- und Telefonnetz angeschlossen. Dedza ist ein regionales Wirtschaftszentrum mit Geschäften, Handwerksbetrieben und unterer Verwaltung.
Da das Klima hier vergleichsweise rau ist, wächst Mais schlecht in dieser Region. Die Einführung des Kartoffelanbaus war aber erfolgreich und hat dieser Region bis weit nach Mosambik eine Ernährungsgrundlage gegeben. Die unmittelbare Lage an der Grenze zu Mosambik spielt wirtschaftlich eine wichtige Rolle. Wie Nsanje ist Dedza bis weit nach Mosambik wirtschaftliches, soziales und gesundheitliches Zentrum.
In Dedza werden Tonwaren und Keramiken vor allem für den Inlandsmarkt hergestellt.
In der Nähe liegt die eisenzeitliche Chencherere Höhle, die der Nkope-Kultur und dem frühen Munhumutapa-Reich zugeordnet wird. Zehn Kilometer nördlich von Dedze kann man in den Chongoni-Bergen zahlreiche Felszeichnungen der Chewa und Batwa finden. Sie wurden 2006 in die Liste des UNESCO-Weltkulturerbes aufgenommen.
Dedza ist Sitz des Bistums Dedza.

## Söhne und Töchter
- Emmanuele Kanyama (1962–2018), römisch-katholischer Geistlicher, Bischof von Dedza